# Llista d'asteroides/163601-163700
| Nom               | Designació provisional | Data de descobriment   | Lloc de descobriment | Descobridor/s               |
| ----------------- | ---------------------- | ---------------------- | -------------------- | --------------------------- |
| 163601 -          | 2002 TJ238             | 7 d'octubre de 2002    | Anderson Mesa        | LONEOS                      |
| 163602 -          | 2002 TW238             | 7 d'octubre de 2002    | Socorro              | LINEAR                      |
| 163603 -          | 2002 TD242             | 9 d'octubre de 2002    | Anderson Mesa        | LONEOS                      |
| 163604 -          | 2002 TM242             | 9 d'octubre de 2002    | Anderson Mesa        | LONEOS                      |
| 163605 -          | 2002 TU243             | 9 d'octubre de 2002    | Kitt Peak            | Spacewatch                  |
| 163606 -          | 2002 TY257             | 9 d'octubre de 2002    | Socorro              | LINEAR                      |
| 163607 -          | 2002 TD258             | 9 d'octubre de 2002    | Socorro              | LINEAR                      |
| 163608 -          | 2002 TW259             | 9 d'octubre de 2002    | Socorro              | LINEAR                      |
| 163609 -          | 2002 TC260             | 9 d'octubre de 2002    | Socorro              | LINEAR                      |
| 163610 -          | 2002 TX260             | 9 d'octubre de 2002    | Socorro              | LINEAR                      |
| 163611 -          | 2002 TW263             | 10 d'octubre de 2002   | Socorro              | LINEAR                      |
| 163612 -          | 2002 TW276             | 9 d'octubre de 2002    | Socorro              | LINEAR                      |
| 163613 -          | 2002 TM278             | 10 d'octubre de 2002   | Socorro              | LINEAR                      |
| 163614 -          | 2002 TQ280             | 10 d'octubre de 2002   | Socorro              | LINEAR                      |
| 163615 -          | 2002 TG281             | 10 d'octubre de 2002   | Socorro              | LINEAR                      |
| 163616 -          | 2002 TO281             | 10 d'octubre de 2002   | Socorro              | LINEAR                      |
| 163617 -          | 2002 TC282             | 10 d'octubre de 2002   | Socorro              | LINEAR                      |
| 163618 -          | 2002 TG282             | 10 d'octubre de 2002   | Socorro              | LINEAR                      |
| 163619 -          | 2002 TN286             | 10 d'octubre de 2002   | Socorro              | LINEAR                      |
| 163620 -          | 2002 TE287             | 10 d'octubre de 2002   | Socorro              | LINEAR                      |
| 163621 -          | 2002 TP294             | 12 d'octubre de 2002   | Socorro              | LINEAR                      |
| 163622 -          | 2002 TQ300             | 15 d'octubre de 2002   | Palomar              | NEAT                        |
| 163623 -          | 2002 TR346             | 5 d'octubre de 2002    | Apache Point         | SDSS                        |
| 163624 -          | 2002 TD366             | 10 d'octubre de 2002   | Apache Point         | SDSS                        |
| 163625 -          | 2002 TU367             | 10 d'octubre de 2002   | Apache Point         | SDSS                        |
| 163626 Glatfelter | 2002 UV                | 27 d'octubre de 2002   | Wrightwood           | J. W. Young                 |
| 163627 -          | 2002 UB7               | 28 d'octubre de 2002   | Palomar              | NEAT                        |
| 163628 -          | 2002 UH8               | 28 d'octubre de 2002   | Palomar              | NEAT                        |
| 163629 -          | 2002 UU9               | 26 d'octubre de 2002   | Haleakala            | NEAT                        |
| 163630 -          | 2002 UH11              | 29 d'octubre de 2002   | Nogales              | Tenagra II                  |
| 163631 -          | 2002 UN13              | 28 d'octubre de 2002   | Haleakala            | NEAT                        |
| 163632 -          | 2002 UG18              | 30 d'octubre de 2002   | Palomar              | NEAT                        |
| 163633 -          | 2002 UT18              | 30 d'octubre de 2002   | Palomar              | NEAT                        |
| 163634 -          | 2002 UW25              | 30 d'octubre de 2002   | Haleakala            | NEAT                        |
| 163635 -          | 2002 UL26              | 31 d'octubre de 2002   | Socorro              | LINEAR                      |
| 163636 -          | 2002 UZ27              | 30 d'octubre de 2002   | Palomar              | NEAT                        |
| 163637 -          | 2002 UU38              | 31 d'octubre de 2002   | Palomar              | NEAT                        |
| 163638 -          | 2002 UN46              | 31 d'octubre de 2002   | Kvistaberg           | Uppsala-DLR Asteroid Survey |
| 163639 -          | 2002 UN51              | 29 d'octubre de 2002   | Apache Point         | SDSS                        |
| 163640 -          | 2002 UB59              | 29 d'octubre de 2002   | Apache Point         | SDSS                        |
| 163641 -          | 2002 UC68              | 30 d'octubre de 2002   | Apache Point         | SDSS                        |
| 163642 -          | 2002 UA70              | 29 d'octubre de 2002   | Palomar              | NEAT                        |
| 163643 -          | 2002 VO2               | 1 de novembre de 2002  | Socorro              | LINEAR                      |
| 163644 -          | 2002 VS3               | 1 de novembre de 2002  | Palomar              | NEAT                        |
| 163645 -          | 2002 VB10              | 1 de novembre de 2002  | Palomar              | NEAT                        |
| 163646 -          | 2002 VQ12              | 4 de novembre de 2002  | Anderson Mesa        | LONEOS                      |
| 163647 -          | 2002 VE25              | 5 de novembre de 2002  | Kitt Peak            | Spacewatch                  |
| 163648 -          | 2002 VV25              | 5 de novembre de 2002  | Socorro              | LINEAR                      |
| 163649 -          | 2002 VR36              | 5 de novembre de 2002  | Anderson Mesa        | LONEOS                      |
| 163650 -          | 2002 VB46              | 5 de novembre de 2002  | Socorro              | LINEAR                      |
| 163651 -          | 2002 VO62              | 5 de novembre de 2002  | Palomar              | NEAT                        |
| 163652 -          | 2002 VQ68              | 7 de novembre de 2002  | Socorro              | LINEAR                      |
| 163653 -          | 2002 VK70              | 7 de novembre de 2002  | Socorro              | LINEAR                      |
| 163654 -          | 2002 VT73              | 7 de novembre de 2002  | Socorro              | LINEAR                      |
| 163655 -          | 2002 VH79              | 7 de novembre de 2002  | Socorro              | LINEAR                      |
| 163656 -          | 2002 VX85              | 11 de novembre de 2002 | Socorro              | LINEAR                      |
| 163657 -          | 2002 VB86              | 8 de novembre de 2002  | Socorro              | LINEAR                      |
| 163658 -          | 2002 VB87              | 8 de novembre de 2002  | Socorro              | LINEAR                      |
| 163659 -          | 2002 VX111             | 13 de novembre de 2002 | Kitt Peak            | Spacewatch                  |
| 163660 -          | 2002 VQ116             | 13 de novembre de 2002 | Palomar              | NEAT                        |
| 163661 -          | 2002 VQ120             | 12 de novembre de 2002 | Palomar              | NEAT                        |
| 163662 -          | 2002 VR120             | 12 de novembre de 2002 | Palomar              | NEAT                        |
| 163663 -          | 2002 VV122             | 13 de novembre de 2002 | Palomar              | NEAT                        |
| 163664 -          | 2002 VD127             | 13 de novembre de 2002 | Palomar              | NEAT                        |
| 163665 -          | 2002 VN131             | 13 de novembre de 2002 | Palomar              | S. F. Hönig                 |
| 163666 -          | 2002 WD                | 16 de novembre de 2002 | Socorro              | LINEAR                      |
| 163667 -          | 2002 WC1               | 22 de novembre de 2002 | Palomar              | NEAT                        |
| 163668 -          | 2002 WF7               | 24 de novembre de 2002 | Palomar              | NEAT                        |
| 163669 -          | 2002 WK8               | 24 de novembre de 2002 | Palomar              | NEAT                        |
| 163670 -          | 2002 WL12              | 27 de novembre de 2002 | Anderson Mesa        | LONEOS                      |
| 163671 -          | 2002 WD13              | 30 de novembre de 2002 | Socorro              | LINEAR                      |
| 163672 -          | 2002 XO3               | 2 de desembre de 2002  | Socorro              | LINEAR                      |
| 163673 -          | 2002 XS7               | 2 de desembre de 2002  | Socorro              | LINEAR                      |
| 163674 -          | 2002 XP12              | 3 de desembre de 2002  | Palomar              | NEAT                        |
| 163675 -          | 2002 XC31              | 6 de desembre de 2002  | Socorro              | LINEAR                      |
| 163676 -          | 2002 XG62              | 11 de desembre de 2002 | Socorro              | LINEAR                      |
| 163677 -          | 2002 XP62              | 11 de desembre de 2002 | Socorro              | LINEAR                      |
| 163678 -          | 2002 XT65              | 12 de desembre de 2002 | Socorro              | LINEAR                      |
| 163679 -          | 2002 XG84              | 14 de desembre de 2002 | Socorro              | LINEAR                      |
| 163680 -          | 2002 XK84              | 14 de desembre de 2002 | Socorro              | LINEAR                      |
| 163681 -          | 2002 XM101             | 5 de desembre de 2002  | Socorro              | LINEAR                      |
| 163682 -          | 2002 XV109             | 6 de desembre de 2002  | Socorro              | LINEAR                      |
| 163683 -          | 2002 YP2               | 28 de desembre de 2002 | Socorro              | LINEAR                      |
| 163684 -          | 2002 YX22              | 31 de desembre de 2002 | Socorro              | LINEAR                      |
| 163685 -          | 2002 YK33              | 31 de desembre de 2002 | Anderson Mesa        | LONEOS                      |
| 163686 -          | 2003 AM21              | 5 de gener de 2003     | Socorro              | LINEAR                      |
| 163687 -          | 2003 AC35              | 7 de gener de 2003     | Socorro              | LINEAR                      |
| 163688 -          | 2003 AC92              | 7 de gener de 2003     | Socorro              | LINEAR                      |
| 163689 -          | 2003 BG2               | 25 de gener de 2003    | Palomar              | NEAT                        |
| 163690 -          | 2003 BJ7               | 25 de gener de 2003    | Palomar              | NEAT                        |
| 163691 -          | 2003 BB43              | 28 de gener de 2003    | Socorro              | LINEAR                      |
| 163692 -          | 2003 CY18              | 9 de febrer de 2003    | Haleakala            | NEAT                        |
| 163693 Atira      | 2003 CP20              | 11 de febrer de 2003   | Socorro              | LINEAR                      |
| 163694 -          | 2003 DP13              | 27 de febrer de 2003   | Haleakala            | NEAT                        |
| 163695 -          | 2003 EB7               | 6 de març de 2003      | Anderson Mesa        | LONEOS                      |
| 163696 -          | 2003 EB50              | 10 de març de 2003     | Anderson Mesa        | LONEOS                      |
| 163697 -          | 2003 EF54              | 12 de març de 2003     | Socorro              | LINEAR                      |
| 163698 -          | 2003 EA62              | 7 de març de 2003      | Kitt Peak            | Spacewatch                  |
| 163699 -          | 2003 FW9               | 22 de març de 2003     | Haleakala            | NEAT                        |
| 163700 -          | 2003 FP49              | 24 de març de 2003     | Haleakala            | NEAT                        |